# Werner Haußmann
Werner Haußmann (* 12. November 1941 in Nürtingen; † 11. August 2010 in Mülheim an der Ruhr) war ein deutscher Mathematiker und Hochschullehrer. Der Schwerpunkt seiner Arbeit lag in der Angewandten Analysis.

## Leben
Haußmann studierte Mathematik und Physik an der Universität Tübingen und wurde im Jahr 1969 bei Hartmut Ehlich über Hermite-Interpolation in mehreren Variablen, einem Thema aus der multivariaten Approximationstheorie, promoviert. 1971 habilitierte er sich ebenfalls bei Ehlich mit einer Arbeit über Spline-Systeme und lehrte zunächst bis zu seinem Ruf an die damalige Gesamthochschule Duisburg als Dozent, Wissenschaftlicher Rat und Professor an der Bochumer Universität. Seit dem Jahr 1975 trug er – auch nach seiner Emeritierung im Jahre 2007 – wesentlich dazu bei, Duisburg zu einem international anerkannten Zentrum der Angewandten Analysis auszubauen. Dabei pflegte er zahlreiche internationale Kontakte, engagierte sich in der Förderung in- und ausländischer Nachwuchswissenschaftler und als Mitorganisator von sechs internationalen Konferenzen über Multivariate Approximation – eine in Duisburg 1989, drei folgende in Witten-Bommerholz (1996, 2000, 2002), eine in Oberwolfach (1988) und eine als NATO Advanced Research Workshop in Hanstholm/Dänemark (1991). Werner Haußmann war wiederholt Dekan bzw. geschäftsführender Direktor der Mathematik, Mitglied in zahlreichen Gremien der Universität Duisburg und von 2001 bis 2003 deren Prorektor für Planung und Finanzen.

## Werk
Durch seine Diplomarbeit in Tübingen über Tschebyscheff-Approximation mit Exponentialfunktionen kam Haußmann früh in Kontakt mit den Forschungsgebieten von H. Ehlich und Karl Zeller, der multivariaten Interpolation, der Approximationstheorie und der Potentialtheorie, zu denen er zusammen mit Zeller und weiteren Autoren in 2 Dekaden seit den späten 1970er Jahren mehr als 20 gemeinsame Artikel verfasste. Seit Beginn der 1980er Jahre spezialisierte er sich auf Fragen der harmonischen Approximation, die er dann auch mit der bulgarischen Forschergemeinschaft um Borislav D. Bojanov anging. Insgesamt verfasste er selbst oder mit anderen Autoren zusammen über 60 Aufsätze in mathematischen Journalen.
Zu seinen Doktoranden zählen Hans-Bernd Knoop und Heiner Gonska.

## Schriften (Auswahl)
- mit H. Ehlich: Konvergenz mehrdimensionaler Interpolation. In: Numerische Mathematik. (23), 1970, S. 165–174. doi:10.1007/BF02165380
- Mehrdimensionale Hermite – Interpolation. In: Iterationsverfahren Numerische Mathematik Approximationstheorie – Internationale Schriftenreihe zur Numerischen Mathematik / International Series of Numerical Mathematics / Série Internationale D’Analyse Numérique, 15 (1970), S. 147–160. doi:10.1007/978-3-0348-5833-5_17
- Tensorprodukte und mehrdimensionale Interpolation. In: Mathematische Zeitschrift. 113 (1970), S. 17–23. doi:10.1007/BF01110093
- Tensorproduktmethoden bei mehrdimensionaler Interpolation. In: Mathematische Zeitschrift. 124 (1972), S. 191–198. doi:10.1007/BF01110796
- mit P. Pottinger: On multivariate approximation by continuous linear operators. In: Constructive Theory of Functions of Several Variables-Lecture Notes in Mathematics. 571 (1977), S. 101–108. doi:10.1007/BFb0086567
- mit K. Zeller: Blending interpolation and best L 1-approximation. In: Archiv der Mathematik. 40 (1983), S. 545–552. doi:10.1007/BF01192822
- mit L. Rogge: Uniqueness Inequality and Best Harmonic L1-Approximation. In: General Inequalities 5, International Series of Numerical Mathematics / Internationale Schriftenreihe zur Numerischen Mathematik Série internationale d’Analyse numérique. 80 (1987), S. 151–160. doi:10.1007/978-3-0348-7192-1_12
- mit K. Zeller: H-Sets and Best Uniform Approximation by Solutions of Elliptic Differential Equations. In: Results in Mathematics. 14 (1988), S. 84–92. doi:10.1007/BF03323218
- mit E. Luik: Cubature Remainder Estimates by Approximation Degrees. In: Results in Mathematics. 16 (1989), S. 212–227. doi:10.1007/BF03322473
- mit K. Zeller, L. Wehrend: Mean Value Theorems and Best L 1-Approximation. In: Approximation by Solutions of Partial Differential Equations. (NATO ASI Series) 365 (1992), S. 93–102. doi:10.1007/978-94-011-2436-2_10
- mit M. Goldstein, L. Rogge: Characterization of Open Strips by Harmonic Quadrature. In: Approximation by Solutions of Partial Differential Equations. (NATO ASI Series.) 365 (1992), S. 87–92. doi:10.1007/978-94-011-2436-2_9
- mit O.I. Kounchev: Variational Property of the Peano Kernel for Harmonicity Differences of Order p. In: Clifford Algebras and Their Application in Mathematical Physics. 94 (1998), S. 185–199. doi:10.1007/978-94-011-5036-1_15
- mit D. Dryanov, P. Petrov: Best One-Sided L 1-Approximation by B 2,1-Blending Functions. In: Recent Progress in Multivariate Approximation. ISNM International Series of Numerical Mathematics. 137 (2001), S. 115–134. doi:10.1007/978-3-0348-8272-9_9

## Tagungsbände
- W. Haussmann, K. Jetter (Hrsg.): Multivariate Approximation and Interpolation. Proceedings of an International Workshop held at the University of Duisburg, August 14–18, 1989. (= International Series of Numerical Mathematics. Band 94), ISBN 3-0348-5685-7.
- W. Haussmann, K. Jetter, M. Reimer (Hrsg.): Multivariate approximation. Recent trends and results. Proceedings of the 2nd International Conference on Multivariate Approximation Theory held at Witten-Bommerholz, Germany, September 29-October 4, 1996, ISBN 3-05-501770-6.
- W. Haussmann, K. Jetter, M. Reimer (Hrsg.): Recent Progress in Multivariate Approximation. 4th International Conference, Witten-Bommerholz (Germany), September 2000. SNM International Series of Numerical Mathematics, 137 2001, ISBN 3-0348-9498-8. doi:10.1007/978-3-0348-8272-9
- W. Haussmann, K. Jetter, M. Reimer, J. Stöckler (Hrsg.): Modern Developments in Multivariate Approximation: 5th International Conference, Witten-Bommerholz (Germany), September 2002, ISBN 3-7643-2195-4.
- W. Haussmann, B. Fuglede, M. Goldstein, W. K. Hayman, L. Rogge (Hrsg.): Approximation by Solutions of Partial Differential Equations. In: NATO ASI Series. (365), 1992, ISBN 94-010-5074-0. doi:10.1007/978-94-011-2436-2